# Andzin
Andzin – wieś sołecka w Polsce położona w województwie mazowieckim, w powiecie nowodworskim, w gminie Nasielsk.
W latach 1975–1998 miejscowość administracyjnie należała do województwa ciechanowskiego.
W 1864 roku na mocy ukazu z dnia 2 marca 1864 roku o uwłaszczeniu chłopów wydanego przez cara Aleksandra II Romanowa mieszkańcy (rolnicy) stali się właścicielami ziemi i budynków w Andzinie. Po uwłaszczeniu chłopów we wsi mieszkało 195 osób, do której należało 640 morgów ziemi.
W latach 1939–1945 wieś była pod okupacją niemiecką. Zakończenie okupacji niemieckiej nastąpiło  17 stycznia 1945 roku wraz ze zdobyciem Andzina przez żołnierzy 48 Armii z 1 Frontu Białoruskiego Armii Czerwonej. 